# Tetjana Vodopjanova
Tetjana Juriïvna Vodopjanova (in ucraino Тетяна Юріївна Водопянова?; Rokytne, 11 gennaio 1973) è un'ex biatleta ucraina.

## Biografia
In Coppa del Mondo ottenne il primo risultato di rilievo il 9 dicembre 1993 a Bad Gastein (91ª), il primo podio il 7 dicembre 1995 a Östersund (2ª) e la prima vittoria il 7 marzo 1996 a Pokljuka.
In carriera prese parte a due edizioni dei Giochi olimpici invernali, Nagano 1998 (19ª nella sprint, 24ª nell'individuale, 5ª nella staffetta) e Salt Lake City 2002 (31ª nella sprint, 26ª nell'inseguimento, 10ª nella staffetta), e a cinque dei Campionati mondiali, vincendo cinque medaglie.

## Palmarès

### Mondiali
- 5 medaglie:
  - 1 argento (gara a squadre[2] a Ruhpolding 1996)
  - 4 bronzi (staffetta[2] a Ruhpolding 1996; gara a squadre[2] a Osrblie 1997; staffetta[2] a Oslo/Lahti 2000; staffetta[2] a Pokljuka 2001)

### Coppa del Mondo
- Miglior piazzamento in classifica generale: 14ª nel 2001
- 12 podi (5 individuali, 7 a squadre[1]), oltre a quelli ottenuti in sede iridata e validi anche ai fini della Coppa del Mondo:
  - 4 vittorie (2 individuali, 2 a squadre)
  - 2 secondi posti (1 individuale, 1 a squadre)
  - 6 terzi posti (2 individuali, 4 a squadre)

#### Coppa del Mondo - vittorie
| Data            | Località   | Nazione  | Spec.                                                       |
| --------------- | ---------- | -------- | ----------------------------------------------------------- |
| 7 marzo 1996    | Pokljuka   | Slovenia | IN                                                          |
| 16 gennaio 1997 | Anterselva | Italia   | IN                                                          |
| 9 marzo 1997    | Nagano     | Giappone | RL (con Nina Lemeš, Olena Petrova e Valentyna Cerbe-Nesina) |
| 15 gennaio 1999 | Ruhpolding | Germania | RL (con Alena Zubrylava, Olena Petrova e Nina Lemeš)        |

Legenda:

IN = individuale

RL = staffetta